# Saison 2011-2012 du Football Club auscitain
La saison 2011-2012 du Football Club auscitain voit le FC Auch jouer en Pro D2.
L'équipe évolue cette saison encore sous les ordres des entraîneurs Grégory Patat et 
Julien Sarraute.
Auch termine 10e du championnat et se classe 24e club français.

## Classement de la saison régulière
| Rang | Club                               | J  | V  | N | D  | Bo | Bd | Pm  | Pe  | Diff | Pts |
| ---- | ---------------------------------- | -- | -- | - | -- | -- | -- | --- | --- | ---- | --- |
| 1    | FC Grenoble                        | 30 | 22 | 1 | 7  | 10 | 5  | 727 | 398 | +329 | 105 |
| 2    | Section paloise                    | 30 | 19 | 1 | 10 | 6  | 3  | 602 | 536 | +66  | 87  |
| 3    | Stade montois                      | 30 | 19 | 0 | 11 | 3  | 5  | 569 | 453 | +116 | 84  |
| 4    | US Dax                             | 30 | 18 | 3 | 9  | 3  | 3  | 593 | 508 | +85  | 84  |
| 5    | Stade rochelais (R)                | 30 | 18 | 0 | 12 | 4  | 5  | 668 | 563 | +105 | 81  |
| 6    | US Carcassonne                     | 30 | 17 | 2 | 11 | 1  | 8  | 659 | 616 | +43  | 81  |
| 7    | SC Albi                            | 30 | 14 | 0 | 16 | 6  | 10 | 630 | 633 | -3   | 72  |
| 8    | US Oyonnax                         | 30 | 14 | 1 | 15 | 6  | 5  | 594 | 589 | +5   | 69  |
| 9    | CS Bourgoin-Jallieu (R)            | 30 | 14 | 0 | 16 | 2  | 8  | 620 | 674 | -54  | 66  |
| 10   | FC Auch                            | 30 | 14 | 1 | 15 | 0  | 7  | 489 | 557 | -68  | 65  |
| 11   | voir {{Chemin équipes rugby à XV}} | 30 | 12 | 1 | 17 | 1  | 12 | 658 | 682 | -24  | 63  |
| 12   | Tarbes PR                          | 30 | 13 | 0 | 17 | 0  | 9  | 561 | 646 | -85  | 61  |
| 13   | Stade aurillacois                  | 30 | 12 | 2 | 16 | 2  | 6  | 570 | 610 | -40  | 60  |
| 14   | RC Narbonne                        | 30 | 12 | 0 | 18 | 0  | 11 | 550 | 654 | -104 | 59  |
| 15   | AS Béziers (P)                     | 30 | 9  | 0 | 21 | 1  | 9  | 499 | 673 | -174 | 46  |
| 16   | CA Périgueux (P)                   | 30 | 7  | 0 | 23 | 0  | 13 | 516 | 713 | -197 | 41  |

|  | Champion de France de Pro D2 - Promu en Top 14 (no 1).                                                                  |
|  | Participation aux phases finales de barrage pour déterminer le vice-champion, promu en Top 14 (no 2, no 3, no 4, no 5). |
|  | Descente en Fédérale 1 (no 9 rétrogradé pour raisons financières ; no 16 relégué sportivement).                         |
|  | R : relégués 2011 • P : promus 2011                                                                                     |

Au bénéfice des points terrain (5 contre 4), Mont-de-Marsan devance Dax. Au bénéfice d'une meilleure différence de points générale, La Rochelle devance Carcassonne puisqu'aux points terrain et essais marqués dans leurs confrontations directes, les deux équipes s'étaient neutralisées (4 chacune pour les points, 3 pour les essais). 

Attribution des points : victoire sur tapis vert : 5, victoire : 4, match nul : 2, défaite : 0, forfait : -2 ; plus les bonus (offensif : 3 essais de plus que l'adversaire ; défensif : défaite par 7 points d'écart ou moins; les deux bonus peuvent se cumuler: ainsi une équipe qui perdrait 21-24 en ayant inscrit trois essais tandis que le vainqueur a marqué 8 pénalité marquerait deux points).
Règles de classement : 1. points terrain (bonus compris) ; 2. points terrain obtenus dans les matches entre équipes concernées ; 3. différence entre essais marqués et concédés dans les matches entre équipes concernées ; 4. différence de points générale ; 5. différence entre essais marqués et concédés ; 6. nombre de points marqués ; 7. nombre d'essais marqués ; 8. nombre de forfaits n'ayant pas entraîné de forfait général ; 9. place la saison précédente ; 10. nombre de personnes suspendues après un match de championnat.

## Phase régulière

### Tableau synthétique des résultats
L'équipe qui reçoit est indiquée dans la colonne de gauche.
| Clubs               | AIX   | ALB   | AUC   | AUR   | BÉZ   | BOU   | CAR   | DAX   | GRE   | MDM   | NAR   | OYO   | PAU   | PÉR   | ROC   | TAR   |
| ------------------- | ----- | ----- | ----- | ----- | ----- | ----- | ----- | ----- | ----- | ----- | ----- | ----- | ----- | ----- | ----- | ----- |
| Pays d'Aix RC       |       | 35-27 | 33-23 | 18-18 | 20-13 | 23-25 | 22-26 | 29-36 | 17-15 | 24-16 | 29-36 | 39-13 | 27-9  | 19-8  | 31-17 | 39-32 |
| SC Albi             | 19-16 |       | 14-12 | 23-10 | 34-6  | 41-17 | 10-13 | 33-9  | 19-18 | 14-15 | 35-22 | 25-3  | 25-6  | 27-9  | 31-15 | 35-29 |
| FC Auch             | 28-10 | 15-9  |       | 20-19 | 21-13 | 25-15 | 15-10 | 6-24  | 6-13  | 15-9  | 14-12 | 39-17 | 14-17 | 25-22 | 21-25 | 25-22 |
| Stade aurillacois   | 19-28 | 32-25 | 20-21 |       | 19-13 | 36-17 | 20-15 | 26-14 | 6-6   | 26-12 | 18-3  | 18-9  | 18-19 | 15-9  | 35-14 | 37-18 |
| AS Béziers          | 18-16 | 18-15 | 23-6  | 28-20 |       | 18-11 | 13-18 | 6-15  | 11-16 | 19-11 | 27-21 | 13-35 | 20-30 | 21-13 | 26-34 | 10-15 |
| CS Bourgoin-Jallieu | 13-19 | 47-18 | 25-10 | 29-15 | 9-3   |       | 33-30 | 27-12 | 23-29 | 20-13 | 23-20 | 24-23 | 21-26 | 23-16 | 18-21 | 21-9  |
| US Carcassonne      | 24-20 | 25-19 | 22-18 | 28-21 | 47-45 | 18-25 |       | 34-20 | 16-43 | 25-30 | 6-12  | 21-19 | 34-16 | 24-20 | 28-16 | 27-21 |
| US Dax              | 25-18 | 15-9  | 18-18 | 24-19 | 23-11 | 28-12 | 23-23 |       | 21-6  | 20-13 | 21-16 | 38-14 | 27-9  | 24-15 | 12-6  | 22-13 |
| FC Grenoble         | 39-9  | 55-10 | 42-3  | 27-13 | 47-15 | 30-13 | 17-12 | 18-16 |       | 22-16 | 32-26 | 24-9  | 24-18 | 34-6  | 35-3  | 21-3  |
| Stade montois       | 9-6   | 24-3  | 8-3   | 40-3  | 16-6  | 27-22 | 20-15 | 15-6  | 12-16 |       | 28-18 | 43-0  | 27-16 | 26-0  | 22-13 | 19-16 |
| RC Narbonne         | 16-9  | 32-25 | 9-12  | 29-12 | 20-13 | 39-32 | 12-14 | 18-22 | 12-40 | 9-13  |       | 24-20 | 15-6  | 21-19 | 28-22 | 29-14 |
| US Oyonnax          | 31-19 | 18-19 | 15-13 | 29-12 | 43-19 | 25-12 | 13-13 | 18-22 | 23-6  | 34-12 | 22-16 |       | 26-0  | 43-7  | 25-18 | 13-9  |
| Section paloise     | 31-22 | 37-14 | 16-3  | 40-20 | 25-16 | 26-10 | 28-18 | 9-9   | 18-16 | 24-15 | 32-3  | 28-12 |       | 26-14 | 17-12 | 28-27 |
| CA Périgueux        | 39-38 | 33-27 | 9-11  | 22-15 | 33-26 | 18-25 | 7-39  | 23-18 | 9-11  | 19-27 | 21-9  | 13-20 | 16-22 |       | 32-20 | 21-22 |
| Stade rochelais     | 35-3  | 25-6  | 34-25 | 26-16 | 22-3  | 33-19 | 22-9  | 21-13 | 18-16 | 24-15 | 54-10 | 26-16 | 13-6  | 23-17 |       | 41-7  |
| Tarbes Pyrénées     | 22-20 | 22-19 | 32-22 | 11-12 | 18-26 | 23-16 | 16-25 | 23-16 | 15-9  | 15-16 | 19-13 | 17-6  | 18-17 | 32-26 | 21-15 |       |

|  | Victoire à domicile |  | Match nul |  | Défaite à domicile |

### Détail des résultats
Les points marqués par chaque équipe sont inscrits dans les colonnes centrales (3-4) alors que les essais marqués sont donnés dans les colonnes latérales (1-6). Les points de bonus sont symbolisés par une bordure bleue pour les bonus offensifs (trois essais de plus que l'adversaire), jaune pour les bonus défensifs (défaite avec au plus sept points d'écart), verte si les deux bonus sont cumulés.

### Évolution du classement
| Club                | 1  | 2  | 3  | 4  | 5  | 6  | 7  | 8  | 9  | 10 | 11 | 12 | 13 | 14 | 15 | 16 | 17 | 18 | 19 | 20 | 21 | 22 | 23 | 24 | 25 | 26 | 27 | 28 | 29 | 30 |
| ------------------- | -- | -- | -- | -- | -- | -- | -- | -- | -- | -- | -- | -- | -- | -- | -- | -- | -- | -- | -- | -- | -- | -- | -- | -- | -- | -- | -- | -- | -- | -- |
| Pays d'Aix RC       | 1  | 2  | 3  | 2  | 2  | 3  | 3  | 4  | 4  | 9  | 10 | 9  | 6  | 10 | 7  | 10 | 10 | 10 | 10 | 9  | 11 | 11 | 11 | 10 | 8  | 9  | 10 | 10 | 10 | 11 |
| SC Albi             | 12 | 14 | 8  | 5  | 7  | 7  | 7  | 5  | 8  | 6  | 5  | 7  | 10 | 8  | 9  | 7  | 5  | 6  | 6  | 6  | 6  | 6  | 7  | 6  | 7  | 7  | 7  | 7  | 7  | 7  |
| FC Auch             | 7  | 12 | 14 | 13 | 11 | 9  | 12 | 13 | 12 | 12 | 12 | 12 | 12 | 12 | 12 | 12 | 12 | 12 | 7  | 8  | 7  | 7  | 8  | 8  | 9  | 8  | 8  | 9  | 9  | 10 |
| Stade aurillacois   | 8  | 16 | 9  | 12 | 15 | 14 | 14 | 14 | 13 | 13 | 13 | 13 | 13 | 13 | 13 | 13 | 13 | 13 | 13 | 13 | 13 | 13 | 13 | 13 | 12 | 11 | 11 | 11 | 14 | 13 |
| AS Béziers          | 15 | 10 | 15 | 15 | 16 | 16 | 16 | 15 | 15 | 15 | 15 | 15 | 15 | 15 | 15 | 15 | 16 | 16 | 15 | 15 | 16 | 15 | 15 | 15 | 16 | 15 | 15 | 15 | 15 | 15 |
| CS Bourgoin-Jallieu | 4  | 6  | 5  | 3  | 5  | 8  | 5  | 7  | 6  | 5  | 8  | 8  | 5  | 9  | 11 | 8  | 11 | 7  | 8  | 10 | 9  | 9  | 10 | 11 | 11 | 13 | 13 | 14 | 13 | 9  |
| US Carcassonne      | 13 | 15 | 10 | 7  | 10 | 11 | 9  | 8  | 7  | 10 | 9  | 10 | 9  | 6  | 6  | 6  | 7  | 8  | 9  | 7  | 8  | 8  | 6  | 7  | 6  | 5  | 5  | 5  | 6  | 6  |
| US Dax              | 2  | 1  | 1  | 1  | 1  | 1  | 2  | 3  | 2  | 1  | 2  | 2  | 2  | 2  | 2  | 2  | 2  | 2  | 2  | 2  | 2  | 2  | 2  | 2  | 2  | 2  | 2  | 3  | 2  | 4  |
| FC Grenoble         | 9  | 4  | 2  | 6  | 4  | 4  | 4  | 2  | 3  | 2  | 1  | 1  | 1  | 1  | 1  | 1  | 1  | 1  | 1  | 1  | 1  | 1  | 1  | 1  | 1  | 1  | 1  | 1  | 1  | 1  |
| Stade montois       | 6  | 9  | 11 | 10 | 6  | 5  | 8  | 6  | 10 | 7  | 4  | 4  | 4  | 3  | 3  | 4  | 4  | 4  | 4  | 4  | 4  | 4  | 5  | 5  | 5  | 6  | 6  | 6  | 5  | 3  |
| RC Narbonne         | 3  | 3  | 4  | 9  | 9  | 12 | 11 | 12 | 14 | 14 | 14 | 14 | 14 | 14 | 14 | 14 | 14 | 14 | 14 | 14 | 14 | 14 | 14 | 14 | 14 | 14 | 14 | 13 | 13 | 14 |
| US Oyonnax          | 5  | 8  | 6  | 4  | 3  | 2  | 1  | 1  | 1  | 3  | 3  | 5  | 8  | 7  | 10 | 11 | 8  | 9  | 11 | 12 | 12 | 12 | 9  | 9  | 10 | 10 | 9  | 8  | 8  | 8  |
| Section paloise     | 16 | 11 | 7  | 8  | 8  | 6  | 6  | 11 | 9  | 8  | 6  | 3  | 3  | 4  | 4  | 3  | 3  | 3  | 3  | 3  | 3  | 3  | 3  | 3  | 4  | 4  | 4  | 4  | 3  | 2  |
| CA Périgueux        | 10 | 13 | 16 | 11 | 14 | 15 | 15 | 16 | 16 | 16 | 16 | 16 | 16 | 16 | 16 | 16 | 15 | 15 | 16 | 16 | 15 | 16 | 16 | 16 | 15 | 16 | 16 | 16 | 16 | 16 |
| Stade rochelais     | 14 | 7  | 13 | 16 | 12 | 10 | 10 | 9  | 5  | 4  | 7  | 6  | 7  | 5  | 5  | 5  | 6  | 5  | 5  | 5  | 5  | 5  | 4  | 4  | 3  | 3  | 3  | 2  | 4  | 5  |
| Tarbes PR           | 11 | 5  | 12 | 14 | 13 | 13 | 13 | 10 | 11 | 11 | 11 | 11 | 11 | 11 | 8  | 9  | 9  | 11 | 12 | 11 | 10 | 10 | 12 | 12 | 13 | 12 | 12 | 12 | 11 | 12 |

## Effectif
- Arrières : Erwan Bérot, Mathieu Vignes, Mathieu Peluchon, Damien Duffau, Olivier Grimaud
- Ailiers : Patrick Bosque, Viliame Maya, Thomas Bastellica, Camille Canivet
- Centres : Mathieu Acebes, Jonathan Brethous, Florian Lacotte, Nathan Thierry, Luzuko Vulindlu (en)
- Ouvreurs : Pierre-Alexandre Dut, Maxime Forgeois, Baptiste Cariat
- Demis de mêlée : Christophe Clarac, Clément Briscadieu
- Troisièmes lignes centre : Mathieu De Pauw, Frédéric Medves
- Troisièmes lignes aile : Sullivan Bonpoil, Josefa Domolailai, Mickael Eymard, Stephan Saint-Lary, Richard Jenkins, Julien Malaret, Mathieu Maggesi
- Deuxièmes lignes : Grégory Bernard, Lionel Dargier, Tao Tapasu, Mickaël Lacroix, Clément Veeckman
- Talonneurs : Sébastien Bortolucci, Sébastien Bruère, Romain Casals, Luc Bissuel
- Piliers : Grégory Menkarska, Yannick Delom, Fabien Magnan, Mickaël Nerocan, Karim Bougherara, Sylvain Abadie